# Katolickie Stowarzyszenie Lekarzy Polskich
Katolickie Stowarzyszenie Lekarzy Polskich – organizacja zrzeszająca katolickich lekarzy powstała w 1994. Celem stowarzyszenia jest promowanie wartości chrześcijańskich w środowisku medycznym i nauczania Kościoła katolickiego w zakresie bioetyki. Funkcję prezesa pełni dr n. med. Wanda Terlecka.